# Olave Saint Claire Soames
Olave Saint Claire Soames (Stubbing Court, Chesterfield, Inglaterra, 22 de febrero de 1889 - Bramley, Surrey, Inglaterra, 25 de junio de 1977), también conocida como Olave Baden Powell o Lady Olave, fue la jefa mundial de la Asociación Mundial de las Muchachas Guías y las Guías Scouts o WAGGS (World Association of the Girl Guides and Girl Scouts).

## Biografía

### Primeros años
Olave Saint Claire Soames, nació en Stubbing Court, Chesterfield, Inglaterra el 22 de febrero de 1889.
Olave fue la tercera hija y la menor del artista Harold Soames y de Katharine Hill.
Su familia se mudó repetidamente de casas, narrando Lady  Olave que vivió en diecisiete casas en los primeros veintitrés años de su vida.  
Olave disfrutaba practicar deportes como tenis, natación, fútbol y canoa, aunque también le gustaba tocar el violín.
En 1912 viajaba a Jamaica de vacaciones junto a su padre. El viaje fue realizado desde Southampton hacia Kingston a bordo del buque S.S. Arcadian y demoraba veinte días. 
En la cubierta, Baden Powell reconoció a una amiga suya, Hildabert Rodewald acompañada de una joven que le parecía muy familiar, aunque no recordaba de dónde la conocía. Buscó en su memoria y recordó haberla visto caminando en Londres... ¡dos años antes!  
A partir del desarrollo de las habilidades de observación en Mafeking B-P había enunciado una relación entre la forma de caminar de las personas y su carácter. En esa ocasión, había llegado a la conclusión que la joven caminante era honesta de propósitos y tenía un espíritu aventurero. Al hablar con ella, supo decirle que dos años antes había estado caminando por Knightsbridge acompañada de un cocker spaniel marrón y blanco.

"Tuve a BP para mí sola todo el día, hasta las 11 P.M. Una conversación muy interesante sobre religión, etc., sentados en la popa, observando fosforescentes bolas de luz, mientras las otras personas bailaban."
Olave Baden-Powell

### Casamiento con Sir Robert Baden-Powell

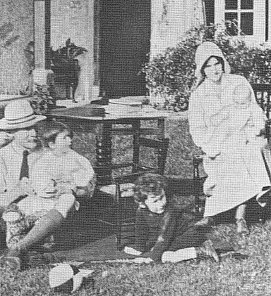
Foto de Olave con su familia.

Olave fue la esposa de Robert Baden-Powell. Su esposo, General del ejército inglés, fue un reconocido héroe de la Segunda Guerra de los Bóeres del Imperio Británico contra los colones holandeses de Sudáfrica en la ciudad de Mafikeng (Mafeking). Esa experiencia lo llevó a descubrir el valor de la juventud cuando es orientada con un propósito y, al retirarse fundó el Movimiento Scout y el Guidismo, este último junto a su hermana Agnes Baden-Powell.
Olave se casó a los 23 años de edad con Robert que tenía 55. Su familia al principio se opuso al casamiento por la diferencia de edad (más de treinta años).
Robert Baden-Powell y Olave Saint Claire Soames se casaron el 30 de octubre de 1912 en la iglesia de San Pedro, en Parkstone, área de Poole, Dorset, muy cerca de Brownsea.
Su luna de miel fue en diciembre de ese año en Argelia.
El matrimonio tuvo tres hijos:
- Arthur Robert Peter Baden-Powell,  nacido el 30 de octubre de 1913.[4]
- Heather Grace Baden-Powell nacida el 10 de junio de 1915 y,[5]
- Betty St. Clair Baden-Powell, nacida el 16 de abril de 1917.[6]

Al finalizar la Primera Guerra Mundial el matrimonio se fue a vivir a Pax Hill.

#### Su tarea en la Primera Guerra Mundial
Entre 1915 y 1916 con la Primera Guerra Mundial en progreso, Olave apoyó directamente las tareas patrióticas en Francia. 
Su esposo Robert había descubierto la utilidad de las cabañas y programas recreativos de la Asociación Cristiana de Jóvenes (YMCA) para los soldados y persuadió a la sociedad de comerciantes Mercers' Company para que pagara una de esas cabañas en Val-de-Lievres, Calais. Lady Olave fue una de las integrantes del personal de dichas cabañas integradas por cinco varones y tres mujeres. Durante este periodo convenció a su madre de que cuidara a sus hijos.
En este tiempo, Robert también organizó a los Scouts para que apoyaran otra cabaña recreativa. Olave inició esta nueva cabaña junto a otros dos colaboradore en Étaples después de la Navidad de 1915. A fines de enero de 1916 Olave regresó a su casa para reponerse de una enfermedad.

### Su labor en el Movimiento de las Muchachas Guías

#### Primeros años del Guidismo
En octubre de 1916 fue elegida Comisionada Jefe de la Guías del Reino Unido y, en 1918 fue elegida Jefa Guía, sucediendo a Agnes Baden-Powell, cofundadora del movimiento.

#### La creciente participación en el Movimiento
Olave y Robert Baden-Powell se mudan a Ewhurst Place, en las afueras de Robertsbridge en Sussex en abril de 1913.
En junio de ese año, inauguran la Tropa Scout 1 de Ewhurst. 
Olave se desempeña como Scouter de esta tropa, con la asistencia de la mucama de la familia y el jardinero. En esos tiempos acompañó a Robert en muchas de sus giras y eventos del Movimiento Scout.
En 1915, los Baden-Powell compran un coche pequeño, con el cual Robert le enseñó a conducir, a menudo Olave lo llevó a los encuentros scouts. 
Aunque hoy es la más famosa líder de las Muchachas Guías, su primera oferta para ayudarles en 1914 fue rechazada.
Después de la reorganización de las Muchachas Guías en 1915, se ofreció de nuevo a ayudar, esta vez con éxito y comenzó la organización de dirigentes en Sussex.
Se convirtió en el Comisionado del Condado de Sussex, en marzo de 1916.
En octubre de 1916, la primera conferencia de Comisionados del Condado se celebró y fue aquí que los comisionados por unanimidad le pidieron a Olave asumir el papel de Comisionada Jefe. A partir de 1916 Olave asumió la obra de Agnes Baden-Powell al frente de las Muchachas Guías.
Durante este período alentó a un gran número de mujeres en otras partes de Gran Bretaña a asumir funciones dirigenciales.
En 1918, Olave fue aclamada Jefa Guía.
En la conferencia de Comisionados de Swanwick de octubre de 1918, ella se presentó con una versión en oro de la condecoración del 'Pescado de Plata', a veces llamada el 'Pescado de Oro'.

#### Jefa Mundial de las Muchachas Guías
En 1930 fue nombrada Jefa Guía Mundial. Y en 1932 fue nombrada dama gran cruz de la Orden del Imperio Británico por el rey Jorge V  en reconocimiento a su labor en favor de las jóvenes de todo el mundo.
Posteriormente, en 1933 recibió la medalla al mérito de la Rosa Blanca de Finlandia de manos del Presidente de Finlandia y en 1949 la Gran Cruz del Fénix de Grecia.
En 1937 se muda junto a su familia a Nyeri, una localidad cerca de Nairobi en Kenia donde permanecen hasta 1941 cuando muere su esposo.
Finalmente, en 1971, la Organización de las Naciones Unidas para la Agricultura y la Alimentación (FAO, siglas de Food and Agriculture Organization) reconoció su tarea acuñando una medalla que en la cara representa la imagen de Ceres, diosa mitológica de la Agricultura con la inscripción 'CERES FAO ROME' y en la ceca representa a tres muchachas del movimiento juvenil liderado por Lady Olave con la frase 'Toward Food Education Employment for All - 1948 Universal Declaration of Human Rights 1973'. La medalla fue diseñada por David Wynne.

#### Sus últimos años
Luego de sufrir un ataque de corazón en 1961, sus viajes alrededor del mundo comenzaron a declinar, cesando cuando a los ochenta años de edad le fue diagnosticada diabetes en 1970, la cual sería eventualmente la causa de su muerte.
En 1968 los Boy Scouts of America (BSA) le otorgaron a Lady Olave una tarjeta de crédito para solventar los gastos de sus viajes.
Cuando ella dejó de viajar, BSA le pidió que la usara para 'mantenerse en contacto'. Lady Olave la usó para enviar personalmente más de 2000 tarjetas navideñas a personas que había conocido.
Olave muere el 25 de junio de 1977 en Birtley House, Bramley, Surrey, Reino Unido, tras sobrevivir 36 años a su esposo y sobrevivir a su único hijo varón. Su cuerpo fue cremado y sus cenizas trasladadas a Kenia, y depositadas en la tumba de su esposo, Robert Baden-Powell.

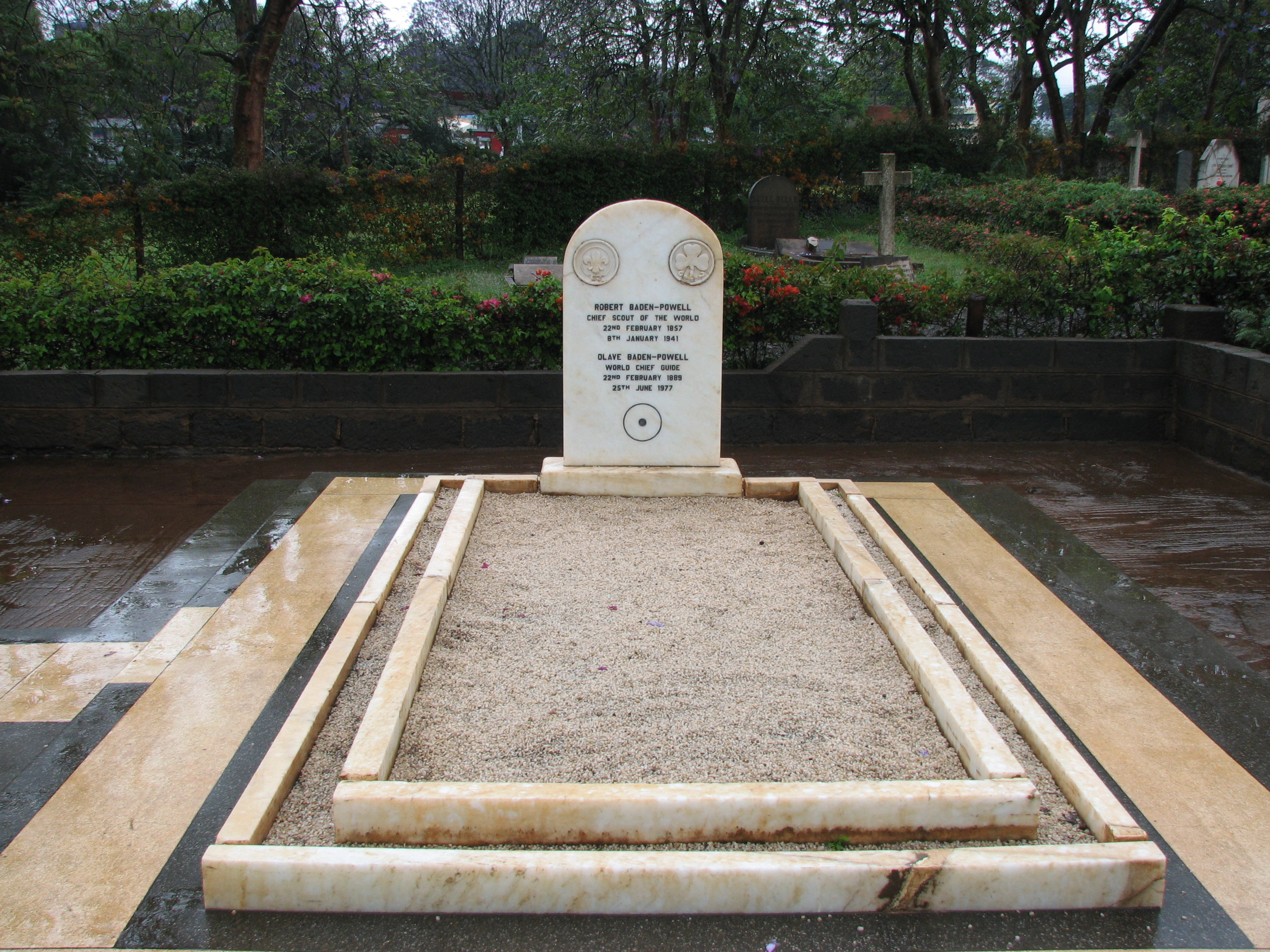
Tumba de Olave y Robert Baden-Powell

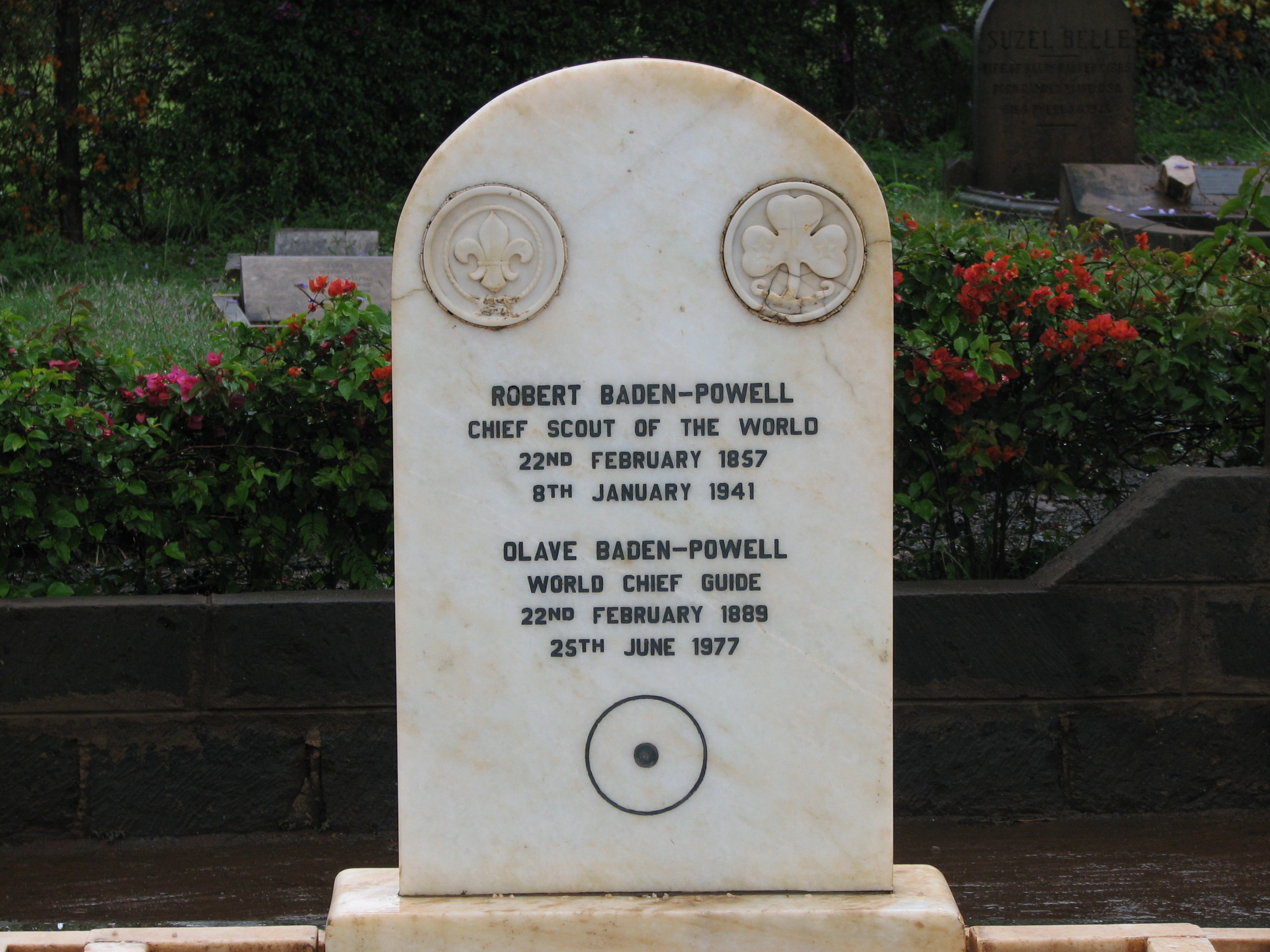
Tumba de Olave y Robert Baden-Powell